# Hmar
Hmar, pleme ili narod iz skupine Kuki-Čin, naseljeno na jugu indijske države Manipur u distriktu Churachandpur, kao i u državama Mizoram i Assam i susjednim krajevima Indije. Njima jezično najbliži srodnici su plemena Chin u Burmi, Darlong i Pankhu iz Bangladeša i Mizo iz Indije. Hmar-populacija iznosi 50,000 (1997). Neki od njih služe se i asamskim a oni što žive u Mizoramu govore jezikom mizo.
Pripadnici naroda Hmar niskog su rasta, tamne kose i smeđe kože. Na Kršćanstvo ih je preobratio 1910. misionar Watkin Roberts. U prošlosti su bili lovci na glave, a danas se to izvodi jedino u plesnoj svečanosti lamlam.